# Rodez AF
Rodez Aveyron Football, denumit în mod obișnuit le Raf sau pur și simplu Rodez), este un club de fotbal francez cu sediul în Rodez. Clubul a fost fondat în 1929 și joacă în prezent în Ligue 2, al doilea nivel al fotbalului francez. Clubul își dispută meciurile de acasă pe Stade Paul-Lignon, situat în oraș.
În perioada 1988-1993, Rodez a jucat în Ligue 2, iar la 11 aprilie 2019 a obținut promovarea înapoi la acest nivel după 26 de ani în diviziile inferioare.